# Дипилидијаза
Дипилидијаза је болест коју узрокује пантљичара Dipylidium caninum. Домаћини овог паразита су пси, мачке и дивље животиње, а преносници (интермедијарни домаћини) су инсекти (псеће и мачје буве и ваши). Човек се инфестира уједом буве. Буве преносе ларве, које се затим развијају у одрасле јединке у танком цреву човека. Одрасле јединке достижу 10-70 cm дужине и пречник 2-3 mm. Животни век јединке је мањи од годину дана.
Уколико клинички симптоми и постоје, они су углавном благи. Могу се јавити дијареја, свраб око ануса, губитак апетита, мањи губитак телесне тежине, бол у трбуху итд. Некада се јављају и алергијске манифестације у виду осипа и свраба. Ретко, као копмликација, може настати интестинална опструкција (затвор).
Дијагноза се поставља након проналаска узрочника у столици или у пределу око ануса. Терапија се састоји у примени антихелминтних лекова (никлозамид или празиквантел).